# 白棟材
白棟材（1916年1月3日—2014年4月1日），或作白栋才，男，陕西清涧人，中华人民共和国政治人物。中共第十届中央候补委员，第十一届、十二届中央委员；第十二、十三届中央顾问委员会委员。

## 生平
白栋材是陕西清涧袁家沟村人。1927年10月加入中国共产主义青年团；1935年1月加入中国共产党.
白栋材曾长期在江西省工作；先后出任江西省革命委员会主任，江西省人民政府省长；1982年8月起，出任中共江西省委第一书记，江西省军区第一政委。1985年6月离职休养。2014年4月1日去世。

## 家庭
儿子：白天，深圳市人大常委会主任，曾任深圳市委副书记，市人大常委会主任和市政协主席。
福建省委书记白治民的父亲、青海省委书记和云南省委书记白恩培的祖父白玉才，与白栋材、白如冰（曾担任山东省委书记）是堂兄弟关系。